# Хејливил (Оклахома)
Хејливил (енгл. Haileyville) град је у америчкој савезној држави Оклахома.

## Демографија
По попису из 2010. године број становника је 813, што је 78 (-8,8%) становника мање него 2000. године.
| Група             | 2000.       | 2010.       |
| Белци             | 612 (68,7%) | 562 (69,1%) |
| Афроамериканци    | 6 (0,7%)    | 2 (0,2%)    |
| Азијати           | 3 (0,3%)    | 3 (0,4%)    |
| Хиспаноамериканци | 20 (2,2%)   | 13 (1,6%)   |
| Укупно            | 891         | 813         |